# Asocjacja cząsteczek

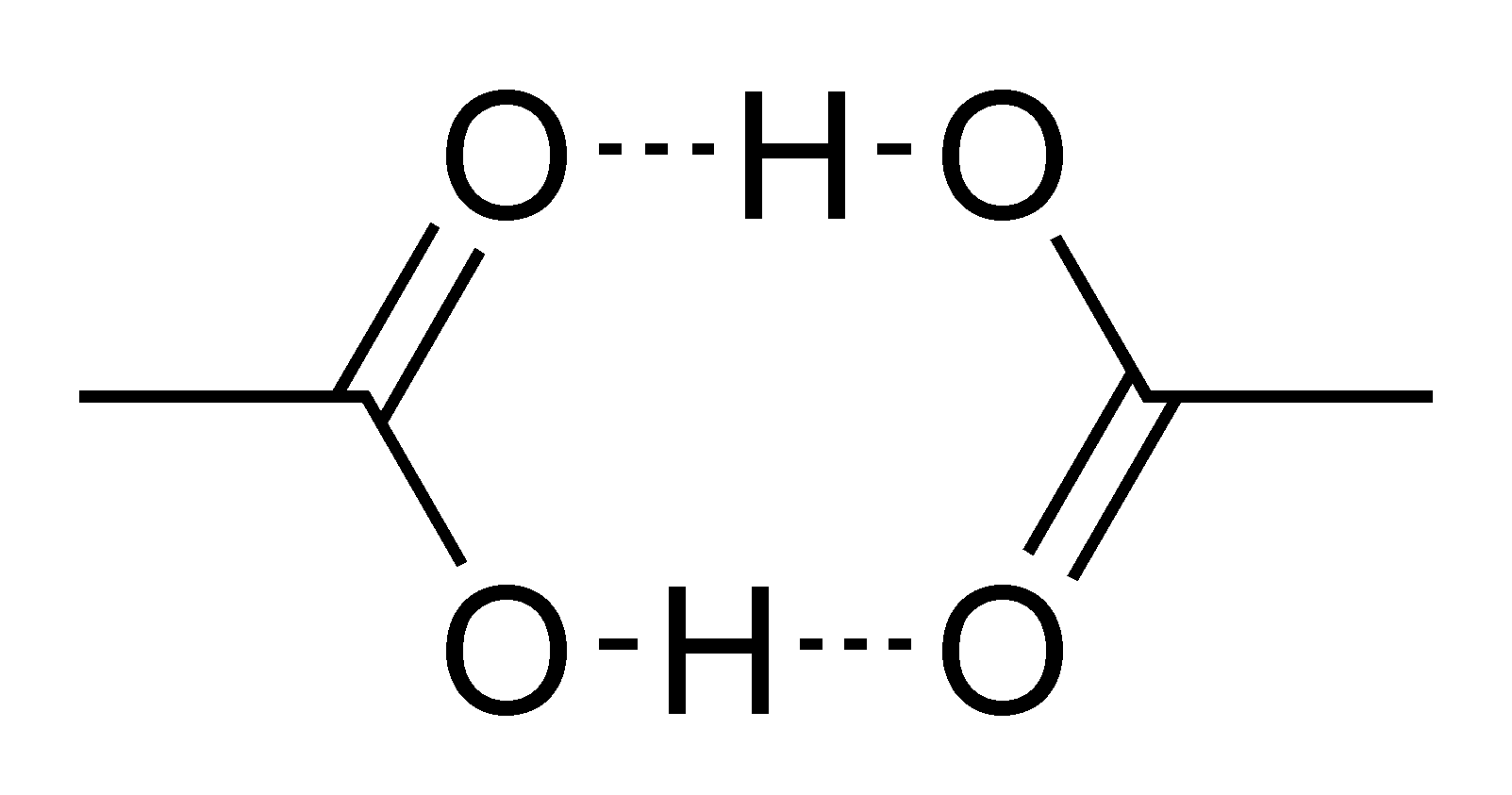
Dimer kwasu octowego

Asocjacja cząsteczek – wiązanie się pojedynczych cząsteczek związków chemicznych w zespoły cząsteczkowe (asocjaty). Asocjacja występuje przede wszystkim w czystych cieczach i ich mieszaninach. 
Na asocjację podatne są szczególnie cząsteczki polarne o budowie pozwalającej na wytworzenie wiązania wodorowego (cząsteczki wody, alkoholi, kwasów karboksylowych) – na przykład w czystej wodzie średnia liczba cząsteczek wody powiązanych wiązaniami wodorowymi w asocjat wynosi 6 lub 7. Silne asocjaty tworzą również cząsteczki polarne w rozpuszczalniku słabo polarnym – przykładowo kwas benzoesowy w benzenie lub toluenie tworzy dimery.
Oddziaływania dyspersyjne są powodem takich zjawisk jak skraplanie i krzepnięcie substancji. Silna asocjacja cząsteczek wody, alkoholi, amoniaku powoduje, że mają one znacznie wyższą temperaturę topnienia oraz wrzenia, niż wynikałoby to z ich niskiej masy cząsteczkowej (co łatwo zauważyć po porównaniu z odpowiednim szeregiem homologicznym alkanów lub alkenów). Woda zachowuje się w przybliżeniu tak, jakby jej masa molowa wynosiła 6 × 18 = 108 g/mol.
Asocjacja kwasów nukleinowych (tworzenie dupleksów, rzadziej tripleksów i tetrapleksów) jest efektem wytwarzania wiązania wodorowego między komplementarnymi parami nukleozasad oraz oddziaływań warstwowych między nimi (asocjacja warstwowa układów aromatycznych).